# Gnathophiurina
De Gnathophiurina zijn een onderorde van slangsterren uit de orde Amphilepidida.

## Families
- Amphilepididae Matsumoto, 1915
- Amphiuridae Ljungman, 1867
- Ophiactidae Matsumoto, 1915
- Ophiocomidae Ljungman, 1867
- Ophionereididae Ljungman, 1867
- Ophiotrichidae Ljungman, 1867